# Omar Dani
Omar Dani (Surakarta, 23 gennaio 1924 – Giacarta, 24 luglio 2009) è stato un generale indonesiano, comandante in capo dell'Aeronautica militare indonesiana dal 1962 al 1965, era una figura di spicco della sinistra indonesiana durante il regime di Sukarno.

## Biografia
Dani inizialmente lavorò in una piantagione, e poi in una stazione governativa nel ministero dell'informazione e poi in una banca. Entrò nell'Accademia militare aerea indonesiana nel 1950, e nel 1956 frequentò l'Accademia dello stato maggiore della Forza aerea reale ad Andover nel Regno Unito. In seguito scalò i vertici militari indonesiani fino a divenire nel 1962 ministro e comandante della forza aerea indonesiana. Il suo supporto nei confronti di Sukarno e il suo supporto per il Movimento del 30 Settembre nel 1965 furono la causa della sua rovina. poco dopo la caduta di Sukarno, fu arrestato e mandato in prigione dal nuovo governo guidato dal generale Suharto.
Nel 1995, fu legalmente perdonato, e rilasciato dalla prigione e divenne una delle principali fonti per la ricerca del ruolo dell'aeronautica indonesiana nel colpo di stato del 1965. È morto il 24 luglio del 2009 all'età di 85 anni. È stato sepolto nel Cimitero di Jeruk Purut nel sud di Giacarta.